# Scărișoara, Bacău
Scărișoara este un sat în comuna Corbasca din județul Bacău, Moldova, România.